# R. J. Hampton
Roderick "R. J." Hampton Jr., né le 7 février 2001 à Dallas au Texas, est un joueur américain de basket-ball évoluant aux postes de meneur et arrière.

## Carrière au lycée
Hampton joue au lycée Little Elm au Texas. Lors de son premier match à Little Elm High School, le 17 novembre 2016, il a mené son équipe à la victoire 78 à 52 contre Naaman Forest High School, en inscrivant 33 points. En tant que première année, Hampton a cumulé en moyenne 23,6 points, 7,2 rebonds, 4,2 passes décisives et 3,5 interceptions par match, menant Little Elm à un bilan de 29-5 et le titre du district 14-5A.
Au cours de sa seconde saison, Hampton a cumulé en moyenne 30,3 points, 8,8 rebonds, 6 passes décisives, 4,4 interceptions et 2,5 contres par match, ce qui a mené Little Elm à un bilan de 28-8. Il a été élu au sein de la MaxPreps Sophomore All-American First Team et au USA Today All-Texas First Team.
Le 14 décembre 2018, Hampton a marqué 33 points dans une victoire 80-66 contre le South Garland High School, contre une autre recrue convoitée, Tyrese Maxey. Le 29 décembre, il inscrit 50 points, avec 12 rebonds, 7 passes décisives et 6 interceptions dans une victoire de 86-62 contre Coppell High School. En février 2019, Hampton a connu un autre match à 50 points dans une défaite de 83-80 contre Northwest High School. Sur la saison, Hampton a cumulé en moyenne 32 points, 9,7 rebonds, 6,4 passes décisives et 3,9 interceptions par match, aidant Little Elm à atteindre un bilan de 24-10. Le 15 mars, il a été nommé Texas Gatorade Player of the Year, devenant le premier non-senior à remporter le prix depuis Justise Winslow en 2013. Lors de ses années texanes, il croise Tyrese Maxey, qui lui aussi intègre la NBA et devient l'un de ses proches.
Hampton est recruté par les meilleures équipes de la NCAA, mais choisit de renoncer à faire un parcours universitaire et joue une saison professionnelle avant de se présenter à la draft 2020 de la NBA.

## Carrière professionnelle

### New Zealand Breakers (2019-2020)
Le 28 mai 2019, Hampton signe un contrat avec les New Zealand Breakers de la NBL, qui regroupe des équipes australiennes et néo-zélandaises, avec la possibilité de partir pour la National Basketball Association (NBA). Le 20 septembre 2019, il fait ses débuts professionnels dans une victoire sur Melbourne United, enregistrant 11 points, 3 rebonds et 4 passes décisives en 21 minutes. Deux jours plus tard, il enregistre 20 points, 5 rebonds et 3 interceptions dans une défaite contre South East Melbourne Phoenix. Le 9 novembre 2019, Hampton est exclu au bout de quatre minutes dans un match contre South East Melbourne après s'être battu avec John Roberson. Le 5 janvier 2020, Hampton marque 11 points dans une victoire sur South East Melbourne. Il quitte les Breakers le 4 février 2020 pour retourner aux États-Unis et se préparer pour la draft 2020 de la NBA. En 15 matchs au sein de la NBL, il réalise des moyennes de 8,8 points, 3,9 rebonds et 2,4 passes décisives par match, tirant à 40,7%.

### Nuggets de Denver (2020-2021)
Lors de la draft 2020 de la NBA, il est drafté en 24e position par les Bucks de Milwaukee puis échangé aux Nuggets de Denver.

### Magic d'Orlando (2021-février 2023)
Le 25 mars 2021, il est envoyé au Magic avec Gary Harris en échange d'Aaron Gordon.
Il obtient le titre de rookie du mois de la conférence Est en mai 2021.
Il est coupé par le Magic d'Orlando en février 2023.

### Pistons de Détroit (2023)
Quelques jours plus tard, il s'engage aux Pistons de Détroit. Il est licencié par les Pistons en juin 2023.

### Heat de Miami (2023-février 2024)
Fin septembre 2023, il signe un contrat two-way avec le Heat de Miami. Il est licencié par le Heat en février 2024.

### Wizards de Washington (mars 2024)
En mars 2024, il signe un contrat de 10 jours avec les Wizards de Washington mais n'évolue pas avec eux.

## Statistiques

### International
| Saison    | Équipe      | Matchs | Titul. | Min./m | % Tir | % 3pts | % LF | Rbds/m. | Pass/m. | Int/m. | Ctr/m. | Pts/m. |
| --------- | ----------- | ------ | ------ | ------ | ----- | ------ | ---- | ------- | ------- | ------ | ------ | ------ |
| 2019-2020 | New Zealand | 15     | 15     | 20,6   | 40,7  | 29,5   | 67,9 | 3,90    | 2,40    | 1,10   | 0,30   | 8,80   |
| Carrière  | Carrière    | 15     | 15     | 20,6   | 40,7  | 29,5   | 67,9 | 3,90    | 2,40    | 1,10   | 0,30   | 8,80   |

### NBA

#### Saison régulière
| Saison    | Équipe   | Matchs | Titul. | Min./m | % Tir | % 3pts | % LF | Rbds/m. | Pass/m. | Int/m. | Ctr/m. | Pts/m. |
| --------- | -------- | ------ | ------ | ------ | ----- | ------ | ---- | ------- | ------- | ------ | ------ | ------ |
| 2020-2021 | Denver   | 25     | 0      | 9,3    | 41,7  | 27,8   | 75,0 | 2,00    | 0,60    | 0,20   | 0,10   | 2,60   |
| 2020-2021 | Orlando  | 26     | 1      | 25,2   | 43,9  | 31,9   | 65,7 | 5,00    | 2,80    | 0,60   | 0,30   | 11,20  |
| 2021-2022 | Orlando  | 64     | 14     | 21,9   | 38,3  | 35,0   | 64,1 | 3,00    | 2,50    | 0,70   | 0,20   | 7,60   |
| Carrière  | Carrière | 115    | 15     | 19,9   | 40,4  | 33,7   | 65,3 | 3,20    | 2,10    | 0,50   | 0,20   | 7,30   |